# Correlación ilusoria
En psicología, la correlación ilusoria es el fenómeno de percibir una relación entre variables (típicamente personas, acontecimientos, o comportamientos) incluso cuando tal relación no existe. Una asociación falsa puede ser formada porque ocurrencias raras o recientes son más salientes (más fáciles de recordar) y por tanto tienden a capturar nuestra atención. Este fenómeno es una de las formas en que los estereotipos se forman y permanecen. Hamilton y Rose (1980) encontraron que los estereotipos pueden llevar a las personas a esperar que ciertos  grupos y características estén relacionadas, y por lo mismo, a sobrestimar la frecuencia con que estas correlaciones de hecho ocurren.

## Historia
"La correlación ilusoria" fue originalmente acuñada por Chapman y Chapman (1967) para describir las tendencias de las personas a sobrestimar relaciones entre dos grupos cuando se les presenta información distintiva e inusual.  El concepto fue usado para cuestionar afirmaciones sobre el saber objetivo en psicología clínica a través de la refutación de Chapman de los indicadores de Wheeler para la homosexualidad, ampliamente utilizados en las pruebas de Rorschach.

## Ejemplo
David Hamilton y Robert Gifford (1976) condujeron una serie de experimentos que demostraron que las creencias estereotípicas con respecto a las minorías podrían derivar de procesos de correlación ilusoria. Para probar su hipótesis, Hamilton y Gifford hicieron leer a los participantes de su investigación una serie de frases describiendo tanto comportamientos deseables como comportamientos indeseables, los cuales atribuían a un "Grupo A" o un "Grupo B". Se usaron grupos abstractos de modo que ningún estereotipo anteriormente establecido influyera en los resultados. La mayoría de las frases fue asociado con el "Grupo A", y las pocas restantes fueron asignadas al Grupo B. La siguiente tabla resume la información dada.
| Comportamientos | Grupo A (mayoría) | Grupo B (minoría) | Total |
| --------------- | ----------------- | ----------------- | ----- |
| Deseable        | 18 (69%)          | 9 (69%)           | 27    |
| Indeseable      | 8 (30%)           | 4 (30%)           | 12    |
| Total           | 26                | 13                | 39    |

Cada grupo tuvo las mismas proporciones de comportamientos positivos y negativos, por lo que no había asociación real entre comportamientos y afiliación de grupo. Los resultados del estudio demostraron que los comportamientos positivos no fueron vistos como distintivos así que las personas eran precisas en sus asociaciones. Por otro lado, cuando los comportamientos indeseables y distintivos fueron presentados en las frases, los participantes sobrestimaron cuánto exhibía los comportamientos el grupo de minoría .
Un efecto paralelo ocurre cuando las personas evalúan si dos acontecimientos, como dolor y mal tiempo, son correlativos. Confían fuertemente en el número relativamente pequeño de casos donde los dos acontecimientos ocurren juntos. Las personas prestan relativamente poca atención a las otras circunstancias de observación (cuando no sienten dolor o hay buen tiempo ).

## Teorías

### Teoría general
La mayoría de las explicaciones para la correlación ilusoria necesitan de heurística psicológica: atajos en el procesamiento de información que están en la base de muchos juicios humanos. Uno de estos es la heurística de disponibilidad: la facilidad con que una idea viene a la mente. La disponibilidad es a menudo utilizada para estimar qué tan probable es un acontecimiento o qué tan a menudo ocurre. Esto puede resultar en una correlación ilusoria, porque algunos pares de variables pueden ser recordados con vividez y facilidad aunque no sean especialmente frecuentes.

### Procesamiento de información
Martin Hilbert (2012) propone un mecanismo de procesamiento de la información que supone una conversión "ruidosa" de observaciones objetivas a juicios subjetivos. La teoría define ruido como la mezcla de estas observaciones durante la recuperación de un recuerdo. Según el modelo, las cogniciones subyacentes o los juicios subjetivos son idénticos con ruido u observaciones objetivas que puede llevar a tener un exceso de confianza o qué lo que se conoce como sesgo de conservadurismo—cuándo se le pregunta sobre un comportamiento, los participantes subestiman a la mayoría o grupo más grande y sobrestiman a la minoría o grupo más pequeño. Estos resultados son correlaciones ilusorias.

### Capacidad de memoria de trabajo
En un estudio experimental realizado por Eder, Fiedler y Hamm-Eder (2011), se investigaron los efectos de la capacidad de la memoria de trabajo sobre las correlaciones ilusorias. Primero observaron las diferencias individuales en la memoria de trabajo y luego observaron si eso tenía algún efecto en la formación de correlaciones ilusorias. Descubrieron que las personas con mayor capacidad de memoria de trabajo veían a los miembros de grupos minoritarios de manera más positiva que las personas con menor capacidad de memoria de trabajo. En un segundo experimento, los autores analizaron los efectos de la carga cognitiva en la memoria de trabajo sobre las correlaciones ilusorias. Descubrieron que una mayor carga de memoria en la memoria de trabajo conducía a un aumento en la prevalencia de correlaciones ilusorias. El experimento fue diseñado para probar específicamente la memoria de trabajo y no la memoria de estímulo sustancial. Esto sugiere que el desarrollo de correlaciones ilusorias fue causado por deficiencias en los recursos cognitivos centrales, causadas por la carga en la memoria de trabajo, no por el recuerdo selectivo .

### Teoría del aprendizaje por atención
La teoría del aprendizaje por atención propone que las características de grupos de mayoría son aprendidas primero, y luego se aprenden características de grupos minoritarios.  Esto resulta de un intento de distinguir el grupo de minoría de la mayoría, lo que lleva a que estas diferencias sean aprendidas más rápido. La teoría de atención también argumenta que, en vez de estereotipar únicamente a la minoría,  realidad se construyen dos estereotipos; uno para la mayoría y uno para la minoría.

### Efecto del aprendizaje
Se realizó un estudio para investigar si un mayor aprendizaje tendría algún efecto sobre las correlaciones ilusorias. Se encontró que educar a la gente sobre cómo ocurre la correlación ilusoria resultó en una menor incidencia de correlaciones ilusorias.

### Edad
Johnson y Jacobs (2003) realizaron un experimento para ver qué tan temprano en la vida los individuos comienzan a formar correlaciones ilusorias. Los niños de 2º y 5º grado fueron expuestos a un paradigma de correlación ilusoria típico para ver si los atributos negativos estaban asociados con el grupo minoritario. Los autores encontraron que ambos grupos formaron correlaciones ilusorias.
Otro estudio encontró que los niños crean correlaciones ilusorias. En su experimento, tanto los niños de 1º, 3º, 5º y 7º grado, y los adultos, observaron el mismo paradigma de correlación ilusoria. El estudio encontró que los niños creaban correlaciones ilusorias significativas, pero esas correlaciones eran más débiles que las creadas por los adultos. En un segundo estudio, se utilizaron grupos de formas con diferentes colores. La formación de correlaciones ilusorias persistió mostrando que los estímulos sociales no son necesarios para crear estas correlaciones.

### Actitudes explícitas versus implícitas
Dos estudios realizados por Ratliff y Nosek examinaron si las actitudes explícitas e implícitas afectaban o no las correlaciones ilusorias. En un estudio, Ratliff y Nosek tenían dos grupos: uno mayoritario y otro minoritario. Luego tuvieron tres grupos de participantes, todos con lecturas sobre los dos grupos. Un grupo de participantes recibió lecturas abrumadoras a favor de la mayoría, uno recibió lecturas a favor de las minorías y otro recibió lecturas neutrales. Los grupos que leyeron textos apoyando a la mayoría y la minoría respectivamente, favorecieron a sus respectivos grupos tanto explícita como implícitamente. El grupo que tuvo lecturas neutrales favoreció a la mayoría explícitamente, pero no implícitamente. El segundo estudio fue similar, pero en lugar de lecturas, se mostraron imágenes de comportamientos y los participantes escribieron una oración que describía el comportamiento que vieron en las imágenes presentadas. Los hallazgos de ambos estudios respaldaron el argumento de los autores de que las diferencias encontradas entre las actitudes explícitas e implícitas son el resultado de la interpretación de la covariación y de emitir juicios basados en estas interpretaciones (explícitas) en lugar de solo dar cuenta de la covariación (implícita).

### Estructura del paradigma
Berndsen y col. (1999) querían determinar si la estructura de las pruebas de correlaciones ilusorias podría conducir a la formación de correlaciones ilusorias. La hipótesis era que la identificación de las variables de prueba como Grupo A y Grupo B podría estar provocando que los participantes buscaran diferencias entre los grupos, dando como resultado la creación de correlaciones ilusorias. Se organizó un experimento en el que a un grupo de participantes se les dijo que los grupos eran el Grupo A y el Grupo B, mientras que a otro grupo de participantes se les asignaron grupos etiquetados como estudiantes graduados en 1993 o 1994. Este estudio encontró que era más probable que se crearan correlaciones ilusorias cuando los grupos eran del Grupo A y B, en comparación con los estudiantes de la clase de 1993 o la clase de 1994.